# Galopina aspera
Galopina aspera là một loài thực vật có hoa trong họ Thiến thảo. Loài này được (Eckl. & Zeyh.) Walp. mô tả khoa học đầu tiên năm 1843.